# Маркович, Слободан
Слобо́дан Ма́ркович (серб. Слободан Марковић / Slobodan Marković; 9 ноября 1978, Чачак, СФРЮ) — сербский футболист, полузащитник.

## Биография

### Клубная карьера
Футбольную карьеру начинал в Югославии играл за: «Борац», «Железник». Был капитаном «Железника». Зимой 2004 года подписал контракт с донецким «Металлургом». Позже вернулся на родину где сменил три клуба: «Борац», «Вождовац», «Войводина». В составе «Войводины» выступал в квалификации Кубка УЕФА.
В «Таврии» — с лета 2007 года.

### Карьера в сборной
В составе сборной Сербии Маркович дебютировал в игре с англичанами, а всего на счету полузащитника три игры в национальной команде.

## Достижения
- Обладатель Кубка Украины (1): 2009/10
- Золотая медаль «За заслуги» (2015, Сербия)[2]